# Banon
Banon ist eine französische Gemeinde mit 1.070 Einwohnern (Stand 1. Januar 2022) im Département Alpes-de-Haute-Provence der Region Provence-Alpes-Côte d’Azur. Sie gehört zum Gemeindeverband Haute-Provence Pays de Banon.

## Geografie
Das Dorf liegt südöstlich des Mont Ventoux und südlich der Montagne de Lure auf einem Hügel am Ostrand des Tals der Riaille. Weiter östlich in dem Gemeindegebiet entspringt der Fluss Coulon, in den die Riaille etwa neun Kilometer südlich mündet. Das Dorf ist von Getreide- und Lavendelfeldern umgeben. 
Digne-les-Bains mit dem Sitz der Präfektur liegt etwa 65 km östlich,  25 km nordwestlich von Forcalquier 25 km südöstlich.

## Bevölkerungsentwicklung

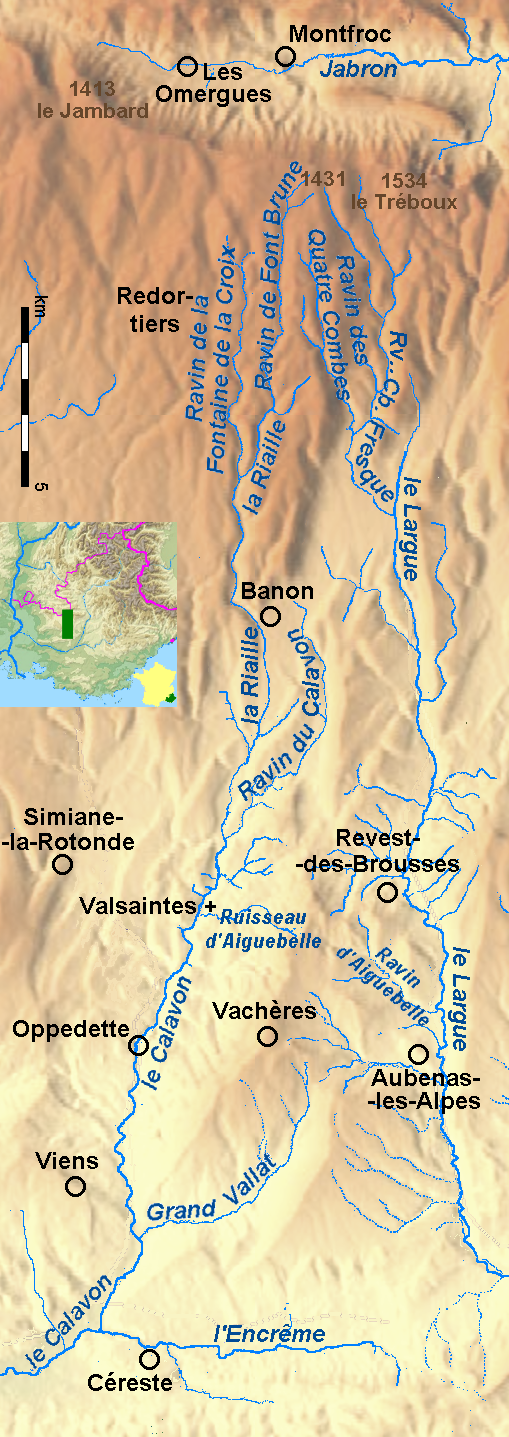
Lage von Banon zwischen dem Ursprung des Calavon und seinem langen oberen Zufluss Riaille

| Jahr      | 1793 | 1851 | 1901 | 1962 | 1968 | 1975 | 1982 | 1990 | 1999 | 2006 | 2016 |
| Einwohner | 1004 | 1337 | 1083 | 664  | 767  | 850  | 973  | 940  | 878  | 1027 | 970  |

## Sehenswürdigkeiten
- Torbogen aus dem 17. Jahrhundert (Monument historique, siehe Beschreibung beim französischen Kulturministerium)

## Spezialität
Banon ist bekannt für seinen gleichnamigen Ziegenkäse. Er ist der einzige Käse mit dem Schutzsiegel AOC aus der Region Provence-Alpes-Côte d’Azur.

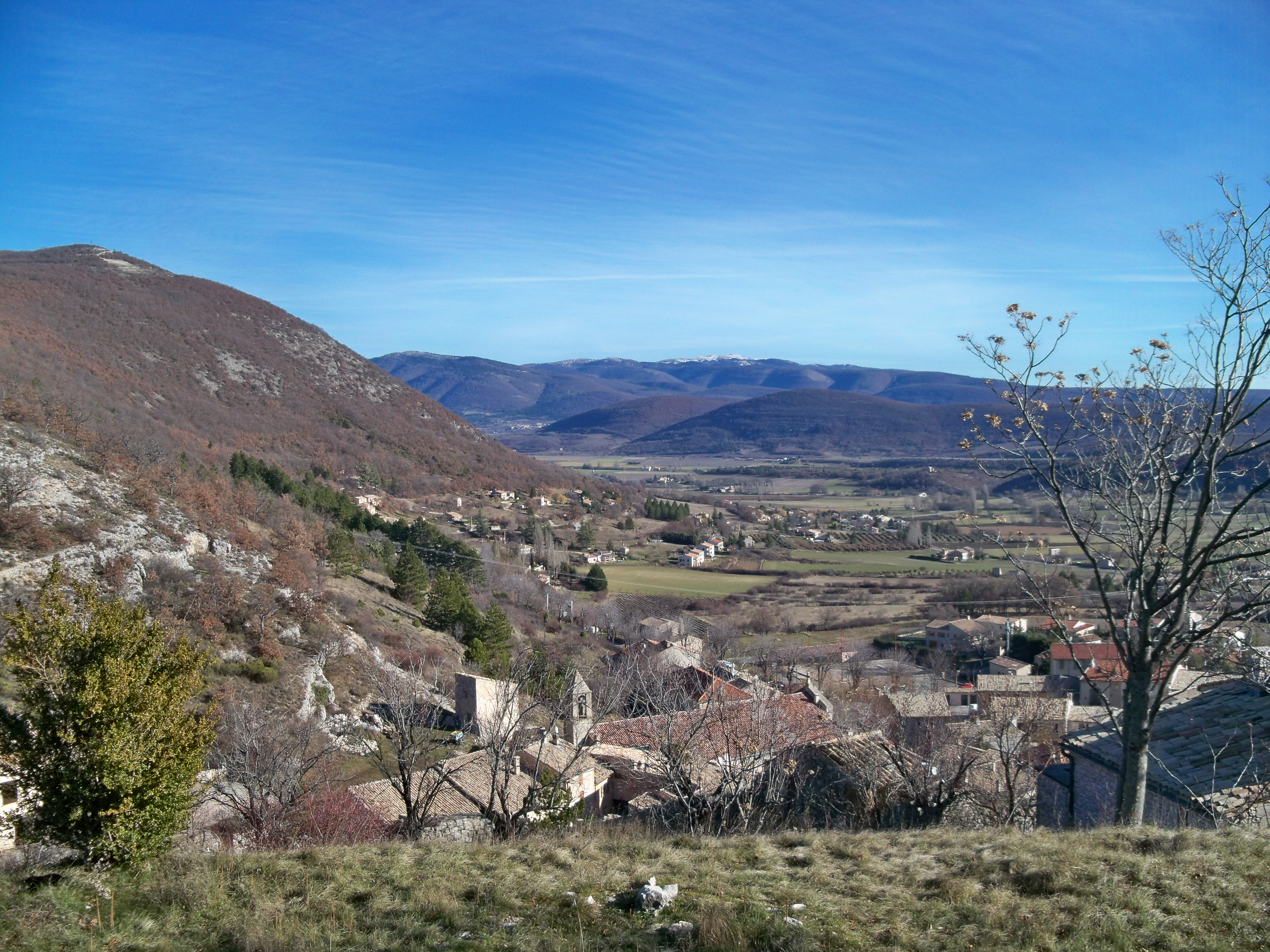
Blick vom Ortskern nach Nordosten
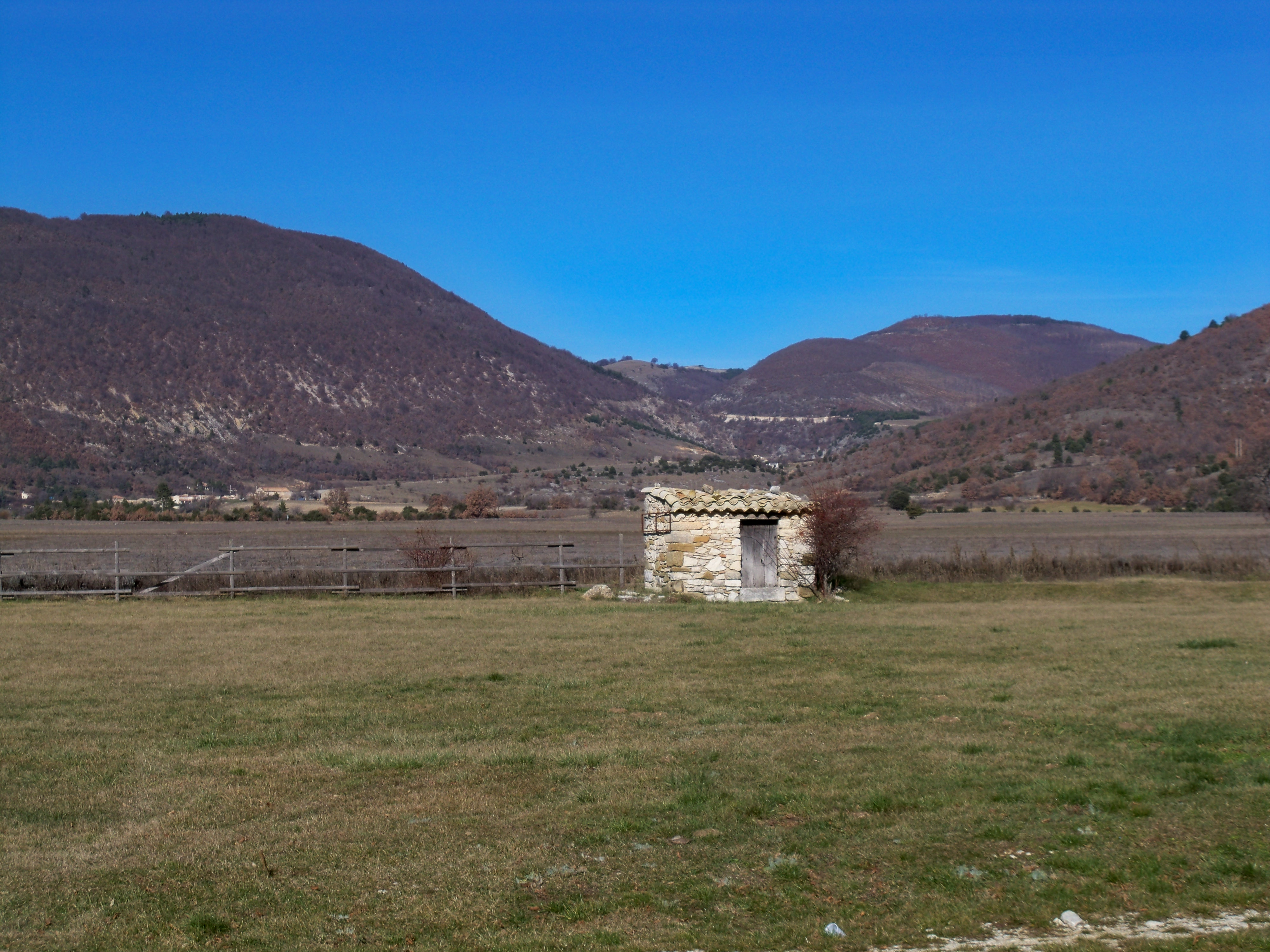
Im Südosten beginnt das Tal des Calavon